# Maleku

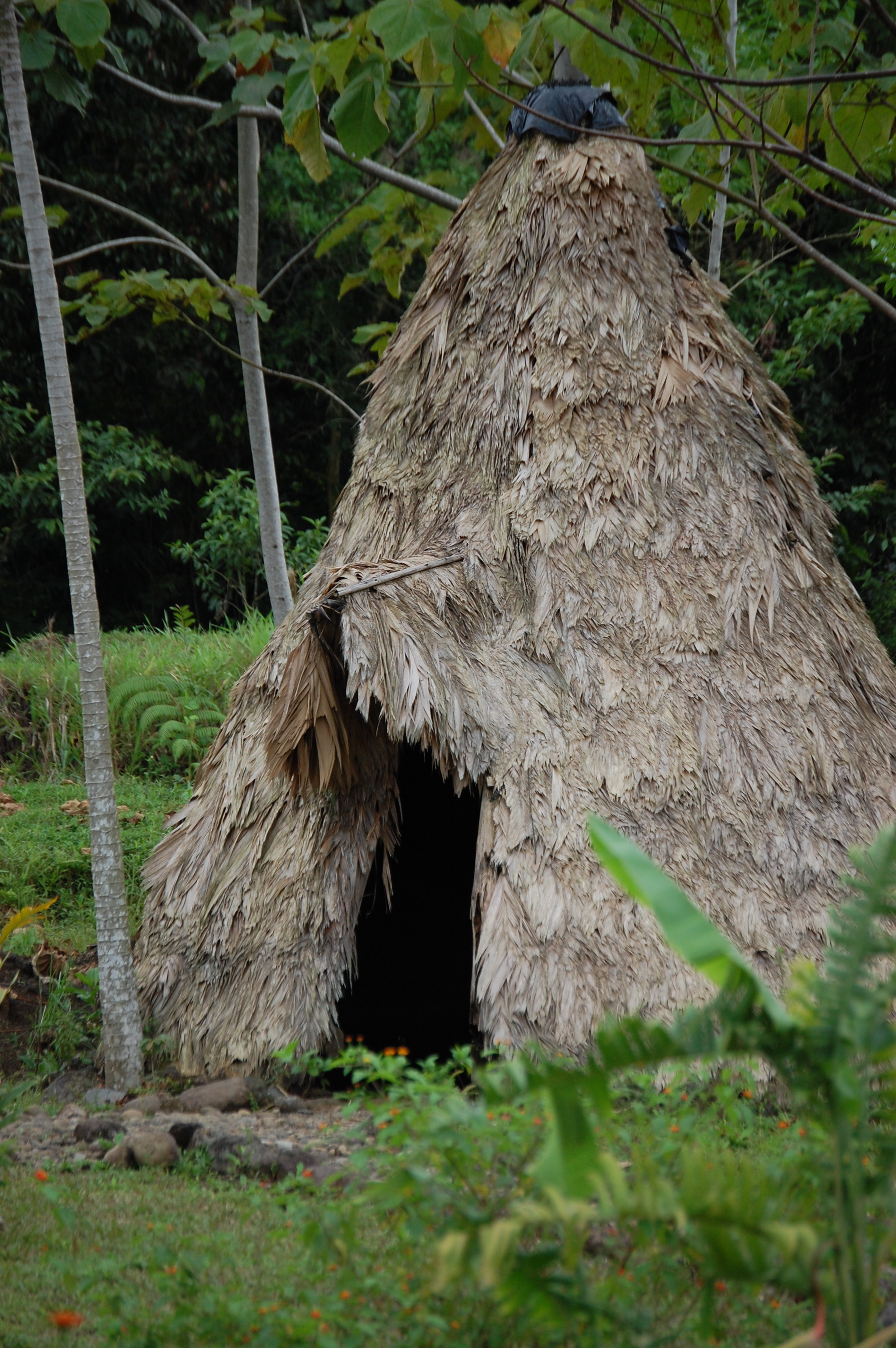
Traditionelle Grashütte der Maleku, außerhalb von La Fortuna

Die Maleku, ein Zweig der Chibchas, sind wie die Bribri, Brunca und Chorotega ein indigenes Volk in Costa Rica, das heute im Guatuso Indigena Reservat nahe der Stadt San Rafael de Guatuso (kurz 'Guatuso') beheimatet ist. Ca. 600 Menschen (früher waren es mal 23 Dörfer) leben heute im Reservat, Menschen von außerhalb sind in der Gemeinschaft dennoch willkommen. Vor der spanischen Besiedlung vergrößerte sich ihre Gegend weiter in Richtung Westen zum Rincón de la Vieja und schloss den Vulkan Arenal zum Süden und de Río Celeste als heilige Aufstellungsorte mit ein. Heute konzentrieren sich ihre Gebiete mehr auf den Süden des Ortes Guatuso südlich von San Rafael de Guatuso, eine Stunde nördlich von La Fortuna.

## Das Reservat
Die Reservate bestehen aus verschiedenen Dörfern, ähnlich gebaut wie das Maya-Dorf Palenque (Palenques = Stroh- bzw. Grashütten). Unter ihnen das Dorf Palenque Solenoid und Palenque Tonjibe. Die Maleku haben ihre eigene Sprache (Maleku). Während die meisten Maleku Spanisch sprechen, sprechen einige der Älteren ausschließlich Maleku.
Die Wirtschaft der Maleku besteht aus Kunst: Schnitzereien, Anstriche und Musikinstrumente sind die populärsten Artikel. Jedes Mitglied im Dorf (einschließlich Kinder) kümmert sich um einen Kunstbereich oder hilft dabei, z. B. schneiden, schnitzen, vorbereiten der notwendigen Balsabaumholzbäume oder der Früchte, die für den jeweiligen Kunstgegenstand benötigt werden. Die Herstellung von Pfeil und Bogen, Speeren und Messern, großen und kleinen Buschtrommeln sowie Regenmachern vervollständigen die künstlerischen Holzarbeiten.

## Tourismus
Die Maleku laden noch Touristen ein, ihre Dörfer zu besichtigen, obwohl die meisten Touristen es vorziehen, Zeremonien in der nahe gelegenen Stadt La Fortuna zu sehen. Man kann die traditionellen Gärten mit Heilpflanzen und präkolumbischen Gräber besichtigen und Tiere, die noch frei im Wald leben, wie z. B. Tukane, Frösche und Affen.